# Liste d'écrivains brésiliens par année de naissance
Cette liste non exhaustive, toujours à compléter, et éventuellement à réordonner, tente de lister, par ordre chronologique de naissance connue, la majorité visible des écrivains brésiliens, de toute langue, toute époque, toute origine... En complément ou en alternative, une liste alphabétique (par nom) est indiquée comme article connexe.

## 1500
- Pero Vaz de Caminha (1450c-1500), Lettre de Pero Vaz de Caminha
- Cristóvão Falcão (1515?-1557?)
- Manuel da Nóbrega (1517-1570)
- Hans Staden (1525-1579)
- Jean de Léry (1536-1613)
- Ambrósio Fernandes Brandão (1560-1630)

## 1600
- Gregório de Matos (1636-1696)

## 1700
- António José da Silva (1705-1739)
- Santa Rita Durão (1722-1784, José de), religieux, orateur, poète néo-classique
- Cláudio Manuel da Costa (1729-1789)
- Domingos Caldas Barbosa (1740-1800)
- Basílio da Gama (1740-1795), O Uraguai
- Domingos Simões da Cunha (1755-1824)
- Cipriano José Barata de Almeida (1762-1825)
- Francisco de São Carlos (1768-1829)
- Domingos Borges de Barros (vicomte de Pedra Branca) (1779-1855)
- Francisco de Montesuma (1794-1870)
- Evaristo Ferreira da Veiga (1799-1837)

## 1800
- Álvaro Teixeira de Macedo (1807-1849)
- Domingos José Gonçalves de Magalhães (1811-1882)
- Francisco Adolfo de Varnhagen (1816-1878)
- Carlos Emílio Adet (pt) (1818-1867)
- Joaquim Manuel de Macedo (1820-1882)
- Gonçalves Dias (1823-1864), poète, dramaturge
- José Martiniano de Alencar (1829-1877), avocat, journaliste, romancier
- Álvares de Azevedo (1831-1852), poète, nouvelliste, dramaturge, essayiste
- Manuel Antônio de Almeida (1831-1861)
- Casimiro de Abreu (poète) (1839-1860)
- Florêncio Carlos de Abreu e Silva (1839-1881), avocat, journaliste, politique
- Joaquim Maria Machado de Assis (1839-1908), Mémoires posthumes de Brás Cubas (1880)
- Silvério Gomes Pimenta (pt) (1840-1922), religieux, orateur, poète, biographe
- Fagundes Varela (1841-1875)
- Franklin Távora (1842-1888), romancier, journaliste
- Luís Caetano Pereira Guimarães Júnior (1845-1898)
- José Maria da Silva Paranhos Júnior (1845-1912)
- Gonçalves Crespo (1846-1883)
- Antônio de Castro Alves (1847-1871), poète, dramaturge

## 1850
- Domingos Olímpio (1850-1906)
- Manuel Querino (1851-1923)
- Capistrano de Abreu (1853 - 1927)
- Aluísio Azevedo (1857-1913), nouvelliste, dramaturge, romancier
- Alberto de Oliveira (1859-1937)
- João da Cruz e Sousa (1861-1898)
- Raul Pompeia (1863-1895), romancier, nouvelliste, chroniqueur
- Coelho Neto (1864-1934)
- Pardal Mallet (1864-1894), journaliste, académicien et romancier
- João Simões Lopes Neto (1865-1916), journaliste, écrivain
- Olavo Bilac (1865-1918), poète, journaliste, traducteur
- Euclides da Cunha (1866-1909), écrivain, sociologue
- Adolfo Caminha (1867-1897)
- Afonso Arinos (1868-1916)
- Alphonsus de Guimaraens (1870-1921)
- Alvaro Bomilcar (1874-1957)
- Raul Pederneiras (1874-1953)
- Mário Totta (1874-1947)
- José de Alcântara Machado (1875-1941)
- Clodomir Cardoso (1879-1953)
- Afonso Henriques de Lima Barreto (1881-1922)
- José Bento Monteiro Lobato (1882-1948)
- Augusto dos Anjos (1884-1914), poète
- Oswald de Andrade (1890-1954)
- Graciliano Ramos (1892- 1953)
- Mário de Andrade (1893-1945)
- Barreto Coutinho (pt) (1893-1975), médecin, poète
- Cassiano Ricardo (1895-1974)

## 1900
- José Lins do Rego (1901-1957), romancier
- Antônio de Alcântara Machado (1901-1935)
- Cecília Meireles (1901-1964)
- Carlos Drummond de Andrade (1902-1987)
- Pedro Nava (1903-1984)
- Érico Veríssimo (1905-1975)
- Geraldo Ferraz (1906-1979)
- João Ribeiro Ramos (1906-2001)
- Cuíca de Santo Amaro (pt) (1907-1964), poète
- João Guimarães Rosa (1908-1967), nouvelliste, Diadorim (1956)
- Dalcídio Jurandir (1909-1979)
- Vasco José Taborda Ribas (1909-1997)
- Rachel de Queiroz (1910-2003), dramaturge, traductrice
- Francisco Cándido Xavier (1910-2002)
- Jorge Amado (1912-2001), romancier, nouvelliste
- Nélson Rodrígues (1912-1980)
- Lúcio Cardoso (en) (1912-1968), romancier, dramaturge, poète, journaliste
- Vinícius de Moraes  (1913-1980)
- Carlos Lacerda (1914 - 1977)
- Adonias Filho (1915-1990)
- José Armelim Bernardo Guimarães (1915-2004)
- Antônio Houaiss (1915–1999)
- Lindanor Celina (1917-2003)
- João Cabral de Melo Neto (1920-1990), poète, diplomate
- Clarice Lispector (1920-1977)
- José Mauro de Vasconcelos (1920-1984)
- Lygia Fagundes Telles (1923- )
- Fernando Sabino (1923-2004)
- Walter Waeny (pt) (1924-2006)
- Narciso de Andrade (1925-2007)
- Ernani Méro (1925-1996)
- Rubem Fonseca (1925- )
- Dalton Trevisan (1925-)
- Giselda Leirner (1928- )
- Renard Perez (1928- )
- Amália Max (pt) (1929-2014), professeure, peintre, poétesse

## 1930
- Hilda Hilst (1930-2004)
- R. F. Lucchetti (1930- )
- José Sarney (1930- )
- Augusto Boal (1931- 2009)
- Ruth Rocha (1931- )
- Alberto Dines (1932- )
- Roberto Drummond (1933-2002)
- Gianfrancesco Guarnieri (1934-2006)
- Esdras do Nascimento (1934- )
- Plínio Marcos de Barros  (1935-1999)
- Maria Marly de Oliveira (1935-2007)
- Luiz Alfredo Garcia-Roza (1936- )
- Luis Fernando Verissimo (1936- )
- Moacyr Scliar (1937- )
- Sânzio de Azevedo (1938- )
- Hilda Koller (pt) (1938-2012), poétesse
- Abraão de Almeida (1939- )

## 1940
- Antonio Miranda (1940- )
- Luís Adolfo Pinheiro (1940-2006)
- Polibio Alves (1941-)
- Luiz Peixoto Ramos (1941- )
- João Ubaldo Ribeiro (1941- 2014)
- Flávio Moreira da Costa (1942- )
- Fernando Gabeira (1943- )
- Chico Buarque (1944-)
- Heleno Godoy (1946- )
- Fábio Campana (1947-2021)
- Sérgio Capparelli (1947- )
- Paulo Coelho (1947- )
- Fernando Lucchese (1947- )
- Olavo de Carvalho (1947- )
- Carlos Méro (1949- )
- Domingos Pellegrini Jr. (1949- )

## 1950
- João Almino (1950-)
- Ronaldo Correia de Brito (1950- )
- Godofredo de Oliveira Neto (1951-)
- Pedro Ornellas (pt) (1951-), poète
- Eustáquio Gomes (1952-)
- Evaristo Eduardo de Miranda (1952 -)
- Carlos Herculano Lopes (1956- )
- Paulo Lins (1958- )
- Glauco Ortolano (1959- )
- Marcelo Rubens Paiva (1959- )

## 1960
- Alberto Mussa (1961- )
- Patrícia Melo (1962- )
- Alexei Bueno (1963- )
- Octavio Aragão (1964- )